# Shageluk
Shageluk is een plaats (city) in de Amerikaanse staat Alaska, en valt bestuurlijk gezien onder Yukon-Koyukuk Census Area.

## Demografie
Bij de volkstelling in 2000 werd het aantal inwoners vastgesteld op 129.
In 2006 is het aantal inwoners door het United States Census Bureau geschat op 116, een daling van 13 (-10.1%).

## Geografie
Volgens het United States Census Bureau beslaat de plaats een oppervlakte van
31,0 km², waarvan 27,4 km² land en 3,6 km² water.

## Plaatsen in de nabije omgeving
De onderstaande figuur toont nabijgelegen plaatsen in een straal van 88 km rond Shageluk.